# Lichnowy (powiat Malborski)
Lichnowy (Duits: Groß Lichtenau) is een dorp in het Poolse woiwodschap Pommeren, in het district Malborski. De plaats maakt deel uit van de gemeente Lichnowy en telt 720 inwoners.